# 봉현초등학교
봉현초등학교는 대한민국 경상북도 영주시 봉현면 대촌리에 있는 공립 초등학교이다.

## 학교 연혁
- 1935년 7월 5일 봉현공립보통학교 개교(설립인가 7월 2일)
- 1938년 4월 1일 봉현공립심상소학교 개칭
- 1941년 4월 1일 봉현공립국민학교 개칭
- 1996년 3월 1일 봉현초등학교로 개칭
- 1999년 9월 1일 봉현남부초등학교 통합
- 2016년 3월 1일 7학급 운영(특수학급 1 포함)
- 2016년 9월 1일 제30대 류천근 공모교장 부임
- 2017년 2월 10일 제79회 졸업식(졸업생수 3,521명)

## 학교 상징
- 교화 : 목련 - 청초, 순결, 심미, 특색, 동경, 승리, 자연에의 사랑
- 교목 : 소나무 - 사시사철 청청함(인내, 용기, 성실, 근면, 번영, 굳센 의지)

## 참고 자료
- 봉현초등학교 - 한국교육학술정보원 학교알리미